# Donawitzer Sport Verein Leoben
El Donawitzer Sport Verein Leoben, o DSV Leoben, és un club de futbol austríac de la ciutat de Leoben, Estíria.

## Història
- 1928: Fundació del club amb el nom Werks SV Donawitz
- 1970: Reanomenat SV Alpine Leoben Donawitz
- 1971: Reanomenat Donawitzer SV Alpine Leoben
- 1992: Fusió amb FC Leoben esdevenint Donawitzer SV Leoben

El 16 de febrer de 2009 el club entrà en fallida, coincidint amb la pèrdua del seu principal patrocinador, l'empresa de consultoria financera HFL Hans Linz, i després d'haver entrat en concurs financer. El passiu ascendia a 435.000 €. Per primer cop des de 1956, el club deixà de disputar les primeres divisions del futbol nacional.

## Futbolistes destacats
- Walter Schachner